# Nationaal park Słowiński
Het Nationaal Park Słowiński (Pools: Słowiński Park Narodowy) is een nationaal park aan de Oostzeekust, gelegen in de woiwodschap Pommeren van Polen. Het nationaal park werd op 1 januari 1967 opgericht en kreeg op 16 april 2004 zijn huidige oppervlakte van 327,44 km². Het wderd in 2004 toegevoegd aan het Natura 2000-netwerk van de Europese Unie. Het park werd bovendien al in 1977 aan de lijst van biosfeerreservaten toegevoegd onder UNESCO's Mens- en Biosfeerprogramma (MAB). Het Nationaal Park Słowiński is bekend om haar zogenaamde bewegende duinen en is een van de twee Poolse nationale parken aan de Oostzeekust. De hoogste duinen in het gebied kunnen maar liefst 42 meter bereiken.

## Indeling en kenmerken
Het park wordt onderverdeeld in twee delen, het landoppervlak en een wateroppervlak. Op het landoppervlak zijn zes verschillende beschermde eenheden, grotendeels bestaande uit strand, duinen, kustvegetatie en kleine groepen bos. De wateroppervlakken zijn over twee beschermde eenheden verdeeld, de Oostzeekust enerzijds en de twee grootste meren van Polen: Gardno en Łebsko, anderzijds. De vegetatie rondom de meren bestaat voor een groot deel uit bos en moeras. De waterrijke gebieden zijn optimaal voor kustvogels als de bergeend (Tadorna tadorna), bontbekplevier (Charadrius hiaticula), tureluur (Tringa totanus) en dwergstern (Sternula albifrons).